# 이건희 (축구 선수)
이건희(李建喜, 1998년 2월 17일 ~ )는 대한민국의 축구 선수로, 포지션은 센터포워드, 왼쪽 윙어이며, 제주 SK 소속으로 현재 김천 상무로 군 복무 중이다.

## 클럽 경력
보인고등학교를 거쳐 한양대학교 축구부에서 활동하였다. 2016년에는 전반기 고등리그 왕중왕전 득점왕을 차지하는가 하면, U리그 2019 4권역 득점왕 또한 차지하였다.
K리그2 2020 시즌을 앞두고 서울 이랜드 FC와 프로계약을 체결하였다. 같은 해 5월 24일 FC 안양과의 경기에서 교체투입되며, 프로 데뷔 무대를 가졌다. 7월 18일 11라운드 제주 유나이티드 FC와의 홈경기에서 첫 선발 무대를 가졌다. 2021년 10월 23일, 안산 그리너스 FC와의 원정 경기에서 상대로 리그 첫 어시스트 및 페널티킥 성공으로 데뷔골을 기록했다.
2022 시즌을 앞두고 광주 FC로 임대 이적하게 되었다. 2022년 2월 19일에 치러진 김포 FC와의 경기에서 광주 입단 후 첫 골을 기록했다.
2023년을 앞두고 광주 FC로 완전 이적하였다.

## 국가대표팀 경력
이탈리아 나폴리에서 개최한 2019년 하계 유니버시아드에 대표팀으로 발탁되기도 하였다.